# فینچلی شرقی
فینچلی شرقی (به انگلیسی: East Finchley) یکی از ناحیه‌های لندن است که در منطقه بارنت لندن واقع شده‌است. فینچلی شرقی ۱۵٬۹۸۹ نفر جمعیت دارد.

## نگارخانه

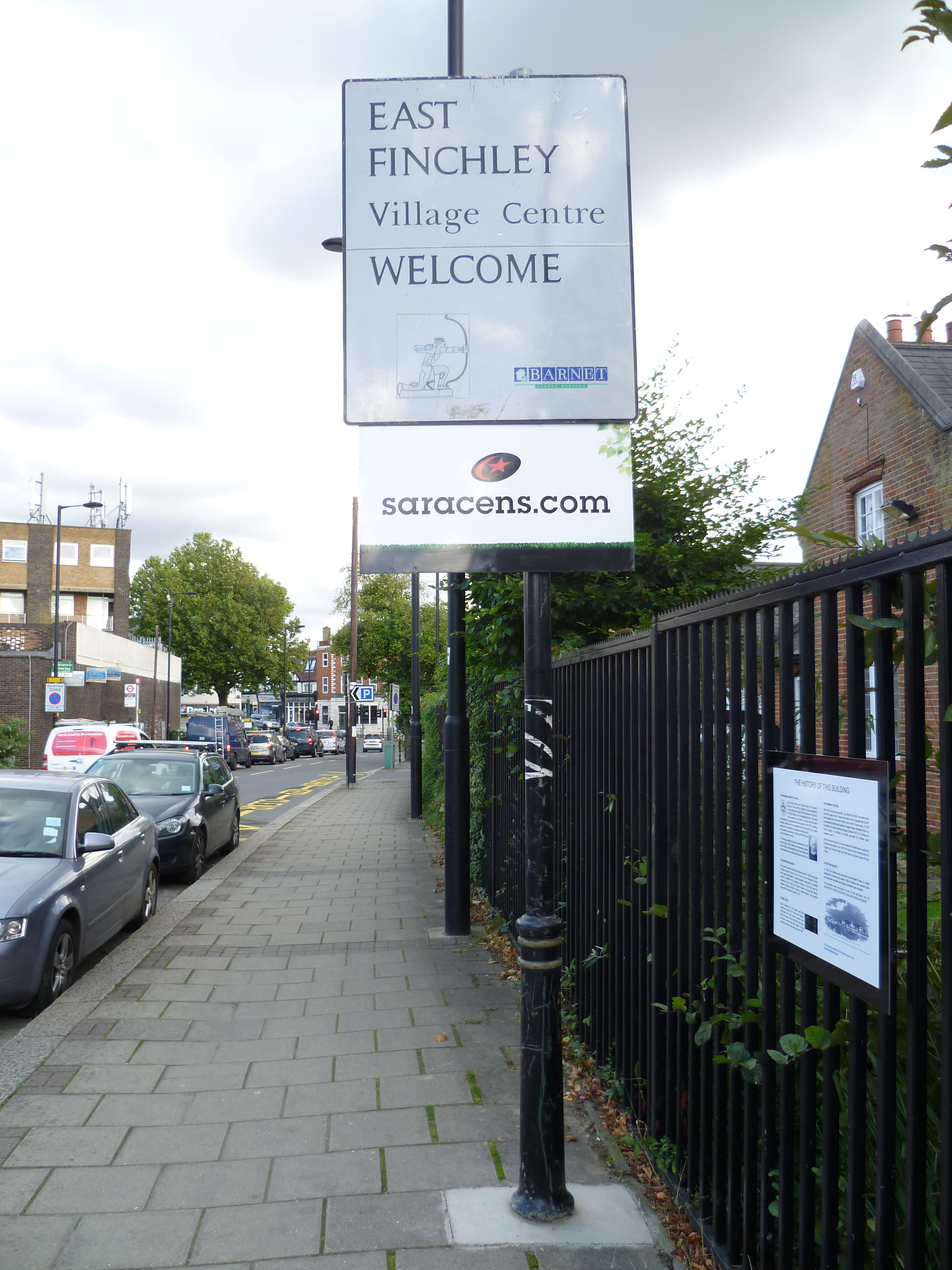
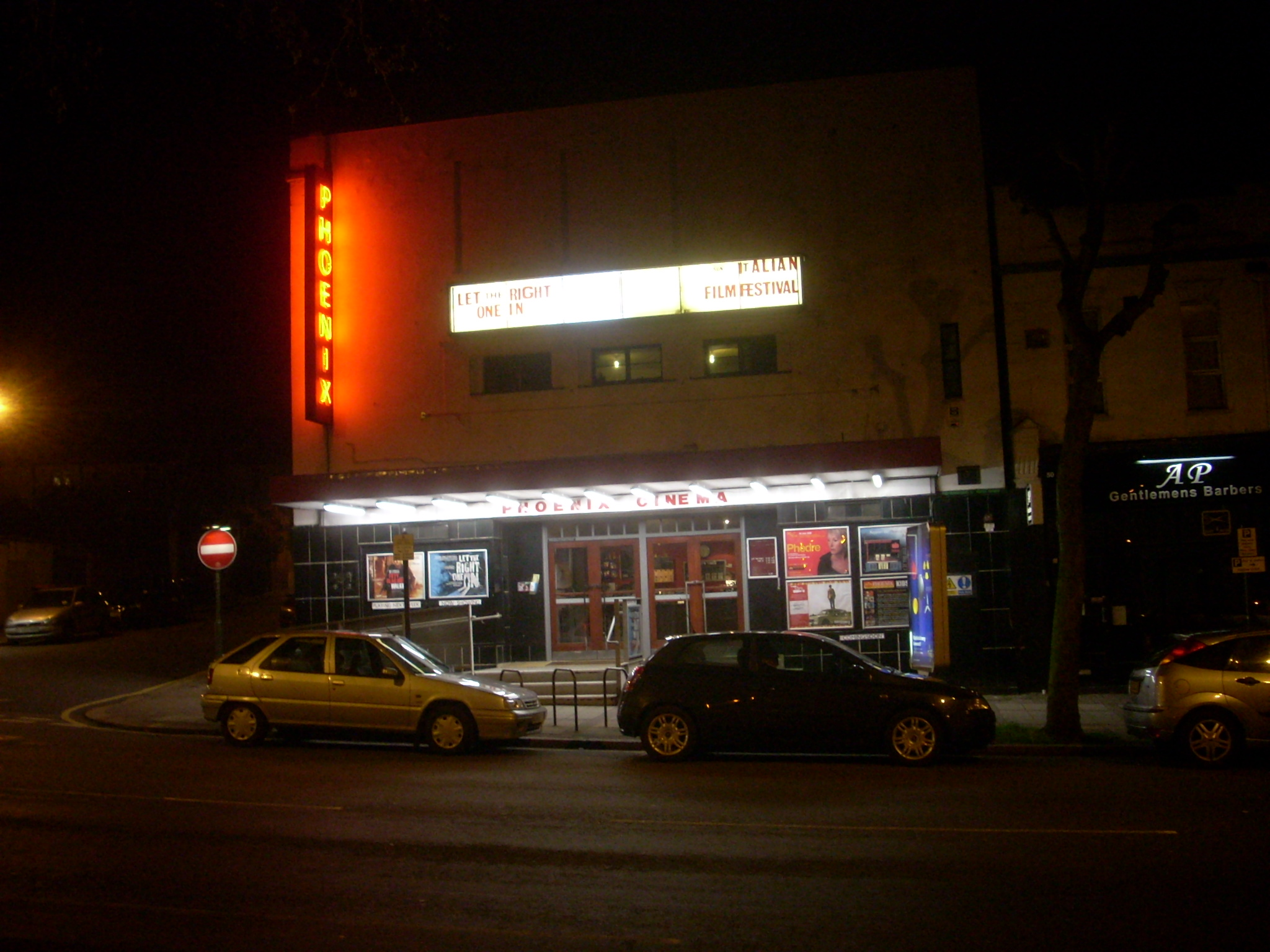
سینما فینیکس